# La Cruz (Uruguay)
La Cruz er en by i Florida-departementet i det sydlige Uruguay. Byen har omkring 747 indbyggere.

## Historie
La Cruz blev grundlagt i 1874.

## Befolkning
La Cruz har 747 indbyggere (Beregning 2011)
| År   | Befolkning |
| ---- | ---------- |
| 1963 | 749        |
| 1975 | 620        |
| 1985 | 618        |
| 1996 | 702        |
| 2004 | 726        |
| 2011 | 747        |

Kilde:

## Transport
Rute 5 forbinder La Cruz med Florida og Durazno.